# 燧象
燧象，是指在尾巴上系上燃燒火繩的象，以在戰爭中衝向敵陣。據《左傳》的中記載，在定公四年，吳國軍隊進攻楚國都城郢，楚昭王令鍼尹固“執燧象以奔吳師”。為左傳作注的杜預認為：“燒火燧以系象尾，使赴吳師驚卻之。”

燧象在後人的詩歌中也喻指大火，明朝政治家劉基在《贈杜安詩》道：“炎龍熺張天衢，燧象豗烟煎地府。”